# NBCユニバーサル・エンターテイメントジャパン
NBCユニバーサル・エンターテイメントジャパン合同会社（エヌビーシー ユニバーサル・エンターテイメントジャパン、英: NBCUniversal Entertainment Japan LLC）は、NBCユニバーサル傘下のユニバーサル・ピクチャーズ・コンテンツ・グループ（UPCG）の一部となる日本の音楽・映像ソフト会社。日本映像ソフト協会正会員、日本動画協会・日本レコード協会準会員。
「ユニバーサル」およびそのシンボルマークである地球儀ロゴマークを冠するレコード会社としては、ユニバーサル ミュージック グループ（日本法人はユニバーサル ミュージック合同会社）も存在するがこちらはヴィヴェンディ傘下であり、ヴィヴェンディからゼネラル・エレクトリックに譲渡されたNBCユニバーサルとは現在資本関係はない。

## 概要
前身は、1981年3月にパイオニア（ホームAV機器事業部。現在のプレミアムオーディオカンパニーテクノロジーセンター〈開発・製造元〉/ティアック〈発売・販売元〉）がレーザーディスク（LD）の製作を目的として設立したレーザーディスク株式会社。パイオニアがワーナー・パイオニア（後のワーナーミュージック・ジャパン）から資本を引き上げて（同社との販売元としての契約はその後も継続）自前で音楽製作にも乗り出す方針に転換したことから、1989年にパイオニア エル・ディー・シー株式会社（パイオニアLDC）に商号変更し、音楽事業や映画配給事業、アニメ作品の製作も手がけるようになる。
その後、親会社パイオニアはプラズマディスプレイ事業に社運を賭ける方針に傾いたことにより、2003年10月に子会社パイオニアLDCの全株式を電通（後の電通グループ）に譲渡し、ジェネオン エンタテインメント株式会社（ジェネオン）に商号変更した。本レーベル名での初陣の作品が『ナースウィッチ小麦ちゃんマジカルて』であり、『ジェネオン』の商号は公式サイト『小麦っ子くらぶ』中のインターネットラジオ内で初公開されている。
その当時の商号の「ジェネオン」は、"generate"（創造）と"eon"（永遠）を組み合わせた造語。
次世代ディスクについてはブルーレイディスクとHD DVDの両方に参入し、ワーナー・ホーム・ビデオ向けに先行供給していた。ブルーレイ3Dもワーナー向けから先行供給を開始されており、シャープの液晶テレビ「AQUOSクアトロン3D」やブルーレイ3D再生対応の「AQUOSブルーレイ」の購入者限定キャンペーンとして「タイタンの戦い3D」も含まれる。
同社の米国本社が「次世代ディスクについて、今後はブルーレイのみの供給とする」と発表されたため、ワーナー向けのHD DVDの供給はストップされた。なお、自社向けについては両規格とも供給する予定があったものの、東芝によるHD DVD事業の終息に伴いブルーレイのみの供給となった。
制作部門は2つに分かれており、制作本部第1制作部は邦画・テレビドラマ作品、第2制作部はアニメーション・楽曲（RONDO ROBE・SISTUS RECORDS・I've作品）とA&R・販売受託商品を担当している。販売受託商品の中には『カードキャプターさくら』など、以前別会社・別レーベルで販売されていた作品のDVD･BOXがある。
2008年11月12日、電通は米国NBCユニバーサル傘下のユニバーサル・ピクチャーズ・インターナショナル・エンターテインメント（UPIE）に株式の大部分を譲渡する契約を締結、同年12月までにUPIEが大半の株式を取得した。ただし、この時点で電通の連結子会社では無くなるが、2013年12月9日まで、支配株主として残っており、電通のその他関連会社扱いである。
2009年2月1日にUPIEの日本法人であるユニバーサル・ピクチャーズ・ジャパン合同会社（設立時は株式会社、合併発表時は有限会社）と合併、商号もジェネオン・ユニバーサル・エンターテイメントジャパン合同会社に変更された。NBCユニバーサル傘下に入る前の2008年3月からユニバーサルの新作映画のDVDソフトはジェネオンからリリースされていた。それ以前の発売元についてはユニバーサル・ピクチャーズ#日本での配給・ビデオソフト販売参照。
2011年6月24日、ジェネオン・ユニバーサル・エンターテイメントジャパンのホームページをリニューアルした。
2013年12月9日に社名をNBCユニバーサル・エンターテイメントジャパン合同会社に変更。2016年1月1日にジェネオン音楽出版合同会社は、NBCユニバーサル・エンターテイメントジャパン合同会社を存続会社として合併した。これに伴い13年間用いられてきた「ジェネオン」ブランドは完全消滅した。
通常"entertainment"を日本語表記する際には「エンタ（ー）テインメント」が用いられ、ジェネオン エンタテインメント時代はこれに倣っていたが、合併後は「ン」を入れない「エンターテイメント」が正しい社名の表記である。
ジェネオンは米国に「Geneon Entertainment USA」（米国ジェネオン エンタテインメント、ジェネオンUSA/米（国）ジェネオン/ジェネオンアメリカ）という子会社を持っていた。旧パイオニアLDC（PLDC）（パイオニア子会社）時代に設立した唯一の海外法人である。こちらは合併後も電通の海外子会社となった。
2020年1月、ワーナー・ブラザース・ホームエンターテイメントとユニバーサル・ピクチャーズ・ホームエンターテイメントは北米地域におけるソフト販売と流通に関する事業について統合することを発表した。同時に前述2社は米国外におけるディスク流通に関する国際ライセンス契約を締結したため、2020年10月9日から2025年6月30日まで、ワーナー作品のソフト流通も担当していた。
2022年3月9日にCDで発売された楽曲作品「Luce Twinkle Wink☆/“FA”NTASYと!<初回限定盤・通常盤A・B> TVアニメ「異世界美少女受肉おじさんと」エンディングテーマ」、同年3月26日にBlu-rayで発売されたアニメ作品「終末のハーレム 第1巻 〈初回限定版〉」、同年4月20日にDVDで発売された韓国TVドラマ作品「ザ・ゲーム～午前0時:愛の鎮魂歌(レクイエム)～ BOX1・2」「リセット～運命をさかのぼる1年～ BOX1・2」より音楽・映像レーベルは、NBCユニバーサル・エンターテイメントジャパンからユニバーサル・ピクチャーズ・ホームエンターテイメントに変更された。
2024年12月12日、ワーナーミュージック・ジャパン（WMJ）とアニメ音楽事業に関する戦略的パートナーシップを締結したことを発表した。今後はWMJがNBC所属アーティストの新譜制作やプロモーション、旧譜パッケージ商品の受託販売をする方針である。
2025年7月1日、NBCユニバーサル・エンターテイメントジャパンのホームページをリニューアルし、米国NBCユニバーサル傘下のユニバーサル・ピクチャーズ・インターナショナル・エンターテインメント（UPIE）の全株式を米国NBCユニバーサル傘下のユニバーサル・ピクチャーズ・コンテンツ・グループ（UPCG）に譲渡している。

## 沿革
- 1981年3月 - パイオニアの出資により、レーザーディスク株式会社として設立。
- 1989年 - パイオニア エル・ディー・シー株式会社（パイオニアLDC）に商号変更。
- 1990年 - 前年末にパイオニアが出資した事を機に、4月からマイカルハミングバードの販売受託を開始[注 5]。
  - 第一弾アーティストKATSUMIが4月25日にデビュー。アルバム・シングル・ビデオを同時リリース。
  - 8月2日に子会社として学研と共に「ROCK IT RECORDS」を六本木ほうらいやビル内に設立（T-BOLANらが所属）。
- 1991年 - ビーイングが学研のスタッフを擁し初の直営レコード会社であるビージンを「ROCK IT RECORDS」と同じ六本木ほうらいやビル内に設立。翌年11月にはT-BOLANを移籍させるにあたりレーベルとしてZAIN RECORDSを設置、1993年1月に社名変更し法人としてZAIN RECORDSとなる[注 6]。
- 1992年 - 初のオリジナルビデオアニメ（OVA）『天地無用! 魎皇鬼』をリリース。この年がアニメ事業のスタートとされている。
- 1993年 - ROCK IT RECORDSを吸収。
- 1995年 - 小室哲哉と組み、新レーベル「ORUMOK RECORDS」を立ち上げる。同レーベルはメディアファクトリーと提携し、1998年に「factoryorumok」となるが、2001年頃に活動を休止。
- 1997年 - バーニングパブリッシャーズ、ケイダッシュと合同でレーベル「S.L.K. RECORDS」を設立。deepsらが所属した。
- 2001年 - ユニバーサル・ピクチャーズ・ジャパン株式会社（UNIVERSAL PICTURES (JAPAN) INC.、UPJ）設立。従来CIC・ビクターやソニー・ピクチャーズ エンタテインメント（SPEJ）が販売していた日本におけるユニバーサル映画や他の制作会社が作った作品の家庭用ソフト製造、販売事業を行う（販売は当初SPEJに委託）。
- 2002年 - アニメ事業10周年を記念し、アニメ専門レーベル「RONDO ROBE」を立ち上げる。アニメ作品はこのレーベルへと移行し、その後の主力レーベルとなった。コンシューマ向けゲームの自社製作なども行っていた。ゲーム部門の一部がパイオニア傘下の兄弟会社だったインクリメント・ピーに移籍し同業種に参入するも、「大運動会」シリーズ「プリンセスクエスト」「格ゲー野郎」「ヘキサムーン・ガーディアンズ」など数作品で撤退した。
- 2003年10月 - 親会社パイオニアは同社の株を電通に株式譲渡。ジェネオン エンタテインメント株式会社に商号変更。
- 2004年7月 - 松平健の「マツケンサンバII」の発売権を獲得し、大ヒット。
- 2007年9月 - ユニバーサル・ピクチャーズ・ジャパン（UPJ）より、2008年リリースの「ボーン・アルティメイタム」以降のユニバーサル・ピクチャーズ新作映画のDVD・ビデオ商品販売業務を受託。UPJはカタログ作品およびTVシリーズの販売業務を引き続き担当。
- 2008年
  - 11月12日 - 米NBCユニバーサル傘下のユニバーサル・ピクチャーズ・インターナショナル・エンターテインメント（UPIE）は電通よりジェネオン株式の過半数を取得し、2009年2月末までにUPIEの日本法人であるユニバーサル・ピクチャーズ・ジャパン有限会社と合併、商号も変更することが発表された。
  - 12月2日 - UPIEによる過半数株式の取得が完了。
- 2009年2月1日 - ユニバーサル・ピクチャーズ・ジャパン合同会社とジェネオン エンタテインメントが合併（存続会社はジェネオン エンタテインメント）。商号もジェネオン・ユニバーサル・エンターテイメントジャパン合同会社（Geneon Universal Entertainment Japan, LLC.）となった。
- 2011年
  - 3月 - 前身を含めて設立30周年を迎える。
  - 6月24日 - ジェネオン・ユニバーサル・エンターテイメントジャパンのホームページをリニューアル。
- 2013年12月9日 - 商号をNBCユニバーサル・エンターテイメントジャパン合同会社に変更。電通との資本関係がなくなる。
- 2016年1月1日 - ジェネオン音楽出版合同会社を吸収合併。米パラマウント・ピクチャーズ（バイアコム〈後のパラマウント・グローバル〉傘下）の日本法人であるパラマウント・ジャパンから日本における映像ソフトの営業・販売を移管[注 7]。
- 2017年 - 同社アニメ関連商品の公式オンラインショップ「あにばーさる」を開設。ソニー・ミュージックコミュニケーションズが運営[6]。
- 2018年2月3日 - アニメ事業25周年を記念して、音楽フェスティバル「NBCUniversal ANIME×MUSIC FESTIVAL～25th ANNIVERSARY～」をさいたまスーパーアリーナで開催[7]。
- 2020年10月9日 - ワーナー・ブラザース作品のソフト流通を担当[2][注 8]。
- 2021年
  - 3月 - 前身を含めて設立40周年を迎える。
  - 5月21日 - 米バイアコムCBS（後のパラマウント・グローバル）傘下の映画会社ミラマックス[注 9]の作品をパラマウント・レーベルとしてソフト発売・販売を担当[注 10][注 7][注 11]。
- 2024年12月12日 - ワーナーミュージック・ジャパンとアニメ音楽に関するパートナーシップの締結を発表[4]。
- 2025年
  - 1月20日 - ハピネット・メディアマーケティングとビデオグラム包括ライセンス契約を締結[8][9][注 3]。
  - 7月1日 - NBCユニバーサル・エンターテイメントジャパンのホームページをリニューアルし、米NBCユニバーサル傘下のユニバーサル・ピクチャーズ・インターナショナル・エンターテインメント（UPIE）の全株式を米NBCユニバーサル傘下のユニバーサル・ピクチャーズ・コンテンツ・グループ（UPCG）に譲渡している[5]。

## 所属アーティスト
同社から楽曲を発表経験のある声優のうち、キャラクターソングのみ参加の者は省略した。旧パイオニアLDC時代も記載する。
- ASOBI同盟（2023年 - ）
- 飯田里穂（2018年 - ）
- 浦島坂田船（2017年 - ）
  - Fourpe（2017年）
- 岸田教団&THE明星ロケッツ（2010年 - 2011年、2021年 - ）[注 12]
- Gero（2013年 - ）
- KOTOKO（2004年 - 2010年、2018年 - ）[注 13]
- THE SIXTH LIE（2018年 - ）
- THE SPELLBOUND（2022年 - ）
- そこに鳴る（2024年 - ）
- てにをは（2013年 - ）
- DECO*27（2019年 - ）
- なすお☆（2022年 - ）
- ▽▲TRiNITY▲▽（2021年 - ）
- 中島由貴（2020年 - ）
- 流田Project（2010年 - 2012年、2016年 - ）
- 南條愛乃（2012年 - ）
- Neru（2015年 - ）
- petit fleurs（2020年 - ）
- fripSide（2009年 - ）
  - 上杉真央（2025年 - ）
- H-el-ical//（2020年 - ）
- 森中花咲（2021年 - ）
- やなぎなぎ（2012年 - ）
- Luce Twinkle Wink☆（2015年 - ）

### 過去の所属者

#### あ・か行
- arp （2008年）（2010年解散）
- Ailie（2008年 - 2009年）
- eyelis（2012年 - 2013年）（ワーナー ブラザース ジャパンに移籍）
- アナム&マキ（2008年）（同年活動休止）
- After the Rain（そらる×まふまふ）（2016年 - 2018年）（A-Sketchに移籍）
- 彩冷える（2008年）（徳間ジャパンコミュニケーションズに移籍後、活動休止）
- EAST END（2005年）
- 飯塚雅弓（1997年 - 2001年）（パイオニアLDC時代に在籍。徳間ジャパン移籍後、現在はランティスに在籍）
- IKU（2008年 - 2011年）（ジェネオンとのメジャー契約終了後、現在はI'veのメンバーとして活動中）
- 石川よしひろ（1990年 - 1995年）（パイオニアLDC時代に在籍）
- 石田燿子（2000年 - 2003年）（コロムビアミュージックエンタテインメントより移籍、2008年にコロムビアミュージックエンタテインメントに再移籍）
- 泉川そら（1998年 - 1999年）（パイオニアLDC時代に在籍）
- イナメトオル（2015年）
- 岩崎富美雄（1994年 - 1996年）（元ジャニーズJr.（白虎隊）、CLUB RUDE'S。東芝EMIから移籍、パイオニアLDC時代に在籍）
- 詩月カオリ（2007年 - 2013年）（現在はインディーズレーベルで活動）
- ef collage（1998年）（パイオニアLDC時代に在籍。2001年よりボーカルのSammyがソロ活動を開始）
- N's（2007年 - 2010年）（2012年10月21日活動停止）
- ELISA（2008年 - 2012年）（SME Records → SACRA MUSICに移籍）
- 大竹吉住（1993年 - 1994年）（パイオニアLDC時代に在籍）
- 沖野修也（2006年 - 2008年）
- 折笠愛（1995年 - 1999年）
- 折笠富美子（2003年 - 2009年）
- ガーリッシュ ナンバー（2016年）
- カシオペア（1990年 - 1993年、2000年 - 2007年）（2006年活動休止後、2012年に「CASIOPEA 3rd」として活動再開と同時にハッツアンリミテッドに移籍）
  - ISSEI NORO INSPIRITS（リーダーの野呂一生によるプロジェクト） (2008年)
- 可憐Girl's（2008年 - 2013年）（2009年3月31日解散）
- KATSUMI（1990年 - 1996年）（パイオニアLDCとしての所属第1号アーティスト。1997年にワーナーミュージック・ジャパンに移籍。現在はライヴ中心で活動）
- カルカヤマコト（2008年）
- 川田まみ（2005年 - 2016年）（2016年12月に歌手活動引退）
- キジ☆ムナ（2008年）
- 木村由姫（1998年 - 2001年）
- 黒崎真音（2010年 - 2023年）（2023年2月16日在籍中に死去）
- 9mm Parabellum Bullet（2016年 - 2018年）（日本コロムビアに移籍）
  - キツネツキ（2017年）
- quasimode（2007年 - 2008年）（EMIミュージック・ジャパンに移籍）
- Crusher-P（2017年）
- 栗コーダーカルテット（2005年 - 2014年）
- K+S CASE（2008年）
- KEMU VOXX（2013年）
- 小林登美子（1993年 - 1995年）（パイオニアLDC時代に在籍）

#### た〜は行
- the Indigo（2003年 - 2007年）
- 財津和夫（1992年 - 1996年）（ビクターエンタテインメントに移籍）
- C.G mix（2006年 - 2009年）（現在もI'veで活動、CDをリリース）
- SISTER KAYA（2006年 - 2009年）
- 島みやえい子（2005年 - 2011年）（現在はフリーで活動）
- 樹海（2006年 - 2008年活動休止）
  - Aimmy（2008年）
- siraph（2016年）
- Sunaga t experience（2009年）
- 鈴木トオル（1990年 - 1991年）（パイオニアLDC初年度の1990年にEPIC・ソニーより移籍、1992年に東芝EMIに移籍、現在はインディーズで活動）
- スズム（2013年 - 2015年）
- ステファニー・ヤネズ
- Soul Bossa Trio（2004年 - 2005年）
- sora tob sakana（2020年）（解散）
- タイナカサチ（2006年 - 2010年）（自主レーベルを設立）
- THYME（2007年 - 2008年）（2010年活動終了）
- ダウト（2008年 - 2010年）（徳間ジャパンに移籍）
- 高橋直純（2006年）
- 高橋洋子（2004年 - 200?年）（スターチャイルドに移籍[注 14]）
- 田中理恵（2010年）
- たま（1996年 - 1997年）（インディーズプライベートレーベルの地球レコードに復帰後、2003年解散）
- 田村直美（2002年）（ゼティマを経てタイトーおよびFaith（フェイス）の両社合弁によるインディーズレーベルへ移籍）
- 鶴田加茂（2012年 - 2013年）
- 照屋実穂（2006年 - 2007年）
- TOYBOYS（1990年 - 1991年）（パイオニアLDC時代に在籍→解散）
- Twilight Kids（1991年 - 1993年）（パイオニアLDC時代に在籍→解散）
- 中西圭三（1991年 - 2001年）（2002年にユニバーサルJに移籍、後にバップを経て、ワーナーミュージック・ジャパンに所属。現在はライヴ中心で活動）
- NICOTINE（2005年 - 2007年）（ユニバーサルミュージックに移籍）
- THE NEUTRAL（2005年）
- ニューロティカ（2005年）
- heidi.（2010年 - 2011年）（インディーズレーベル0 market.に移籍）
- ハヤシケイ（2013年）
- THE PAN（2004年）
- バンバンバザール （2008年）（HOME WORK RECORDSに移籍）
- 久石譲（1994年 - 1995年）（パイオニアLDC時代に在籍。ポリドール・レコードを経て、現在はユニバーサルミュージックに在籍。）
- binaria（2016年）
- 日向電工（2017年）
- VADER（2004年 - 2007年）
- フェイP（2013年）
- FULL MONTY（2004年 - 2008年）
- THE PRODIGAL SONS（2009年）（インディーズレーベルshooting starに移籍）
- VELTPUNCH（2008年）（EVOL RECORDSに移籍）
- PENICILLIN（1996年 - 1997年）（パイオニアLDC時代に在籍。east west japan → Omega A.T. Music → エイベックス → 日本クラウン → THAT records → blowgrow 、現在はHysteria/ソニー・ミュージックソリューションズに在籍。パイオニアLDCでの発売作品はティアーズ音楽事務所が原盤権を保有しており、1998年にeast west japanから再発売された）
- ホフディラン（2008年 - 2009年）
  - ワタナベイビー（2004年）
- ほぼ日P（2012年）
- VOLTA MASTERS（2010年）

#### ま〜わ行
- mao（2010年 - 2012年）
- 真島茂樹（2005年）
- Machico（2012年）（日本コロムビアに移籍）
- 松平健（2004年 - 2006年）（2007年にエイベックスに移籍）
- まふまふ（2016年 - 不明）（2019年にA-Sketchに移籍）
- Monday満ちる（2006年 - 2007年）
- MIEKO（1990年 - 1994年）（パイオニアLDC時代に在籍。現在は引退）
- 三重の人（2012年）
- 水樹奈々（1998年）（パイオニアLDC時代に在籍。現在はキングレコード第三クリエイティブ本部 → KING AMUSEMENT CREATIVEに移籍）
- 水野佐彩（2010年）
- MEGUMI（2003年 - 2004年）
- MELL（2006年 - 2013年）（歌手活動引退）
- MOSAIC.WAV（2011年 - 2013年）
- Moran（2009年）
- 山崎はるか（2018年 - 2023年）（2023年7月31日活動終了）
- 山本麻里安（2001年 - 2002年）（パイオニアLDC時代に在籍。その後はパープルヒルズレコード（エイベックス/旧プライム・ディレクションのレーベル）に移籍、のちに現在のユーキャンにアーティストとして在籍）
- ユンナ（2009年 - 2010年）
- 吉岡亜衣加（2011年 - 2014年）
- 吉澤はじめ（2005年 - 2006年）
- 米倉利紀（1992年 - 2001年）（ワーナーミュージック・ジャパン（wea japan） → YOSHIMOTO R and Cを経て、現在は徳間ジャパンコミュニケーションズと契約）
- LAULA（2003年 - 2007年）
- Love Planet Five（2007年）
- Ray（2012年 - 2017年）（2017年7月23日活動終了）
- れれれP（2011年）
- ONE STEP communicate（1994年 - 1997年）（パイオニアLDC時代に在籍 → 解散）

### 販売委託

#### コナミデジタルエンタテインメント販売委託
- 片岡あづさ（ゴスロリ少女探偵団名義で活動。販売委託をソニー・ミュージックディストリビューションに移管）
- 福井裕佳梨（ゴスロリ少女探偵団名義でも活動している。販売委託をソニー・ミュージックディストリビューションに移管）
- 小林ゆう（グループでの出演（特に、さよなら絶望先生限定ユニット「絶望少女達」や、魔法先生ネギま!関連）は、キングレコードに所属。ゴスロリ少女探偵団名義でも活動している。販売委託をソニー・ミュージックディストリビューションに移管。2009年からはメディアファクトリーに移籍）
- ゴスロリ少女探偵団（片岡あづさ、福井裕佳梨、小林ゆう）

#### cosmic★motion（コズミックレイ販売委託）
- 斎賀みつき
- 菅原祥子
- 生天目仁美と伊藤静

#### 5pb.販売委託
- 彩音
- 村田あゆみ
- KAORI.
- 榊原ゆい
- 氷青

#### evolution（ドワンゴ・ミュージックエンタテインメント販売委託）
（販売元をエイベックス・マーケティングへ移管）
- 奥井雅美（同レーベル代表（キングレコード・スターチャイルドレーベルから独立））
- 近江知永
- 阿部玲子・宮崎羽衣・近江知永

#### J・A・W・S Records（コピーライツバンク販売委託）
- II MIX ⊿ DELTA（2005年〜2007年）
- DIVA×DIVA（2007年活動休止）
- 小池ジョアンナ（2007年活動休止）
- ジョー・リノイエ

#### Mellow Head（ランティス販売委託）
レーベル発足当初はランティス傘下のオンザランのレーベルだったが、2006年8月にランティスに吸収合併された。2011年9月にレーベル運営終了。これまでの委託販売商品もバンダイビジュアル（現・バンダイナムコフィルムワークス）に移管。
所属アーティストなどの詳細はランティス#所属アーティストを参照。

#### seesonic（スリーナインエンタテインメント販売委託）
- 福山芳樹
- 浅川悠
- 夏樹リオ
- 島みやえい子
- 神奈延年

#### ウェーブマスター販売委託
- 園崎未恵
- まるたまり
- 杉山紀彰
- 池澤春菜
- 下田麻美

#### ワーナーミュージック・ジャパン販売委託
かつて所属していたアーティストなどの詳細はワーナーミュージック・ジャパン#過去を参照。

#### ORUMOK RECORDS
- 華原朋美
- H.A.N.D.
- dos

## 主なスタッフ
- 堂山昌司（最高経営責任者兼社長）
- 林裕之（ローカルアクイジション&プロダクション本部・副本部長 兼クロスメディア制作部/映像制作部・制作部長）
- 上田耕行（ローカルアクイジション&プロダクション本部・クロスメディア制作部・シニアマネージャー/プロデューサー）
- 服部健太郎（制作本部第2制作部・プロデューサー）
- 高橋和彰
- 西村潤
- 川口真司
- 太田勝也

### 過去
- 田中順 - 元Director/ローカルアクイジション＆プロダクション本部・本部長。2015年7月に目白商事株式会社の代表取締役社長に就任。
- 折井栄二 - 元ローカルアクイジション&プロダクション本部長
- 田中彰 - 元制作チーフプロデューサー
- 関戸雄一
- 福田太一 - NBCユニバーサル マネージング・ディレクター日本代表、2008年12月にジェネオンの代表取締役社長に就任。最高経営責任者兼社長、職務執行者会長を経て、2009年10月にワーナー エンターテイメント ジャパン株式会社 ワーナー・ホーム・ビデオ&デジタル・ディストリビューションに移籍、代表取締役に就任。
- 川村明廣 - 元常務執行役員・制作本部第2制作部部長。ワーナー エンターテイメント ジャパンに移籍。
- 川瀬浩平 - 元制作本部第2制作部・プロデューサー。ワーナー エンターテイメント ジャパンの後、カスケードワークスを設立。
- 中山信宏 - 元制作本部第2制作部・プロデューサー。ワーナー エンターテイメント ジャパンの後、アニプレックスに移籍。
- 中西秀樹
- 大森啓幸 - 元制作本部第2制作部・プロデューサー。ワーナー エンターテイメント ジャパンに移籍。
- 飯田尚史 - 元制作本部宣伝グループ・チーフプロモーター。ワーナー エンターテイメント ジャパンに移籍。
- 松田章男 - 元制作本部第2制作部・プロデューサー。ワーナー エンターテイメント ジャパンに移籍。
- 小倉充俊 - 元制作本部第2制作部・プロデューサー。グッドスマイルフィルムに移籍。
- 臼井久人
- 轟豊太
- 田中信作
- 田島宏行
- 黒須礼央

## 販売協力提携会社
- アスキー・メディアワークス - 電撃文庫作品のアニメ化の大半を手掛けている。
- フィフスアベニュー
- マーベラス - 一部のみ。大半がポニーキャニオン、ソニー・ミュージックソリューションズが販売委託元。
- ワーナーミュージック・ジャパン - 2017年秋より、CD/DVD等のパッケージ商品の小売販売・流通業務をソニー・ミュージックソリューションズへ委託する事を発表した[11]。
- ワーナー ブラザース ジャパン
- ソニー・ミュージックソリューションズ - 旧ソニー・ミュージックマーケティング。旧ジェネオン制作のアニメの楽曲販売委託
- コナミデジタルエンタテインメント - 一部のみ。大半はソニー・ミュージックソリューションズ（SMS、前述）が販売委託元。
- 博報堂DYミュージック&ピクチャーズ
  - ※重複提携。東芝の株式売却により博報堂DYホールディングス傘下となったことで、2007年6月1日、東芝エンタテインメントから現商号に変更。これに伴い、日本の二大広告代理店が川下分野である映像ソフト事業で事実上提携したことになる。さらに両社が携わるテレビアニメ作品の担当広告代理店が別の会社である例もある。
- アニメイトグループ - ただし、販売協力提携している楽曲・作品等は一部のみ。
  - フロンティアワークス
  - マリン・エンタテインメント
  - ムービック
- 5pb. - 主にゲーム音楽向けが中心。一部タイトルを除き、アニメ向けタイトルを含め大半はメディアファクトリー（KADOKAWA）が販売委託元。
- バンダイビジュアル - TBS系放映向けにて制作された旧葦プロの合体ロボットアニメ三部作において、セルDVD-BOXの共同発売・販売を行っている。また、一部作品でも音楽制作のみ担当していたこともある。
  - バンダイナムコアーツ - Mellow Headレーベルのみ販売協力提携。ただし両社間でのレーベル運営における契約終了に伴い、現在はレーベル廃止となっている。
- 小学館ビデオ - 原作本の版元が小学館となっている作品の一部（ジェネオンが映像作品制作に参加しているもの）。主にテレビ東京向けアニメ作品が中心。
- エニックス - 原作本の版元がエニックスとなっている作品の一部（パイオニアLDCが映像作品制作に参加しているもの）。Plenty Samanレーベルのみ販売協力提携。主にアニメ音楽向けが中心。ただしスクウェアとの合併に伴い、現在はレーベル廃止となっている。
- ハムスター - コンピュータゲーム事業から撤退した後にPlayStation向けゲームの廉価版を『Major Wave シリーズ』のラインナップで発売。

## コンピュータゲーム
いずれもパイオニアLDC時代の発売。2010年頃にPlayStation向けオリジナル作品をゲームアーカイブスでダウンロード配信されるのを機にハムスターに知的財産権ごと売却したため、自社で管理している作品は存在しない。
- バウンティソードシリーズ
  - バウンティ・ソード
  - バウンティソード・ファースト
  - バウンティソード ダブルエッジ
- ごきんじょ冒険隊
- NOëLシリーズ
  - NOëL
  - NOëL La neige
  - NOëL3
- 神秘の世界エルハザード
- 魔法少女プリティサミー
- 天地無用!魎皇鬼 連鎖必要
- ナスカーレーシング
- serial experiments lain
- 逮捕しちゃうぞ

## アニメ作品
| 年     | タイトル                                                         | アニメーション制作                                      | 備考                               |
| ------ | ---------------------------------------------------------------- | ------------------------------------------------------- | ---------------------------------- |
| 2015年 | アルスラーン戦記                                                 | ライデンフィルム サンジゲン                             |                                    |
| 2015年 | 終わりのセラフ                                                   | WIT STUDIO                                              |                                    |
| 2015年 | グリザイアの迷宮/楽園                                            | エイトビット                                            | RONDO ROBEレーベル                 |
| 2015年 | やはり俺の青春ラブコメはまちがっている。続                       | feel.                                                   |                                    |
| 2015年 | がっこうぐらし!                                                  | Lerche                                                  |                                    |
| 2015年 | To LOVEる -とらぶる- ダークネス 2nd                              | XEBEC                                                   |                                    |
| 2015年 | わかば*ガール                                                    | Nexus                                                   |                                    |
| 2015年 | ご注文はうさぎですか??                                           | WHITE FOX キネマシトラス                                |                                    |
| 2015年 | スタミュ                                                         | C-Station                                               |                                    |
| 2016年 | 蒼の彼方のフォーリズム                                           | GONZO                                                   |                                    |
| 2016年 | ノルン+ノネット                                                  | キネマシトラス オレンジ                                 |                                    |
| 2016年 | ばくおん!!                                                       | TMS/8PAN                                                |                                    |
| 2016年 | ネトゲの嫁は女の子じゃないと思った?                              | project No.9                                            |                                    |
| 2016年 | ベルセルク                                                       | GEMBA ミルパンセ                                        |                                    |
| 2016年 | アルスラーン戦記 風塵乱舞                                        | ライデンフィルム                                        |                                    |
| 2016年 | ダンガンロンパ3 -The End of 希望ヶ峰学園-                        | Lerche                                                  |                                    |
| 2016年 | ALL OUT!!                                                        | トムス・エンタテインメント MADHOUSE                     |                                    |
| 2016年 | ガーリッシュナンバー                                             | diomedéa                                                |                                    |
| 2016年 | ドリフターズ                                                     | HOODS DRIFTERS STUDIO                                   |                                    |
| 2016年 | ろんぐらいだぁす!                                                | アクタス                                                |                                    |
| 2016年 | 月曜日のたわわ                                                   | PINE JAM                                                |                                    |
| 2017年 | うらら迷路帖                                                     | J.C.STAFF                                               |                                    |
| 2017年 | ゆゆ式（OVA）                                                    | キネマシトラス                                          |                                    |
| 2017年 | スタミュ（第2期）                                                | C-Station                                               |                                    |
| 2017年 | アトム ザ・ビギニング                                            | OLM Production I.G SIGNAL.MD                            |                                    |
| 2017年 | クロックワーク・プラネット                                       | XEBEC                                                   |                                    |
| 2017年 | sin 七つの大罪                                                   | アニメーションスタジオ・アートランド ティー・エヌ・ケー |                                    |
| 2017年 | 神撃のバハムート VIRGIN SOUL                                     | MAPPA                                                   |                                    |
| 2017年 | ベルセルク（第2期）                                              | GEMBA ミルパンセ                                        |                                    |
| 2017年 | ゲーマーズ!                                                      | PINE JAM                                                |                                    |
| 2017年 | Just Because!                                                    | PINE JAM                                                |                                    |
| 2017年 | キノの旅 -the Beautiful World- the Animated Series               | Lerche                                                  |                                    |
| 2017年 | ご注文はうさぎですか?? 〜Dear My Sister〜                        | production dóA                                          |                                    |
| 2018年 | 新幹線変形ロボ シンカリオン                                      | OLM                                                     | 映像ソフトのみ                     |
| 2018年 | 覇穹 封神演義                                                    | C-Station                                               |                                    |
| 2018年 | メルヘン・メドヘン                                               | フッズエンタテインメント                                |                                    |
| 2018年 | キリングバイツ                                                   | ライデンフィルム                                        |                                    |
| 2018年 | されど罪人は竜と踊る                                             | セブン・アークス・ピクチャーズ                          |                                    |
| 2018年 | 魔法少女サイト                                                   | production dóA                                          |                                    |
| 2018年 | ゴールデンカムイ（第一・二期）                                   | ジェノスタジオ                                          |                                    |
| 2018年 | 蒼天の拳 REGENESIS                                               | ポリゴン・ピクチュアズ                                  |                                    |
| 2018年 | ラストピリオド -終わりなき螺旋の物語-                            | J.C.STAFF                                               |                                    |
| 2018年 | ぐらんぶる                                                       | ゼロジー                                                |                                    |
| 2018年 | Phantom in the Twilight                                          | ライデンフィルム                                        |                                    |
| 2018年 | とある魔術の禁書目録III                                          | J.C.STAFF                                               |                                    |
| 2018年 | 寄宿学校のジュリエット                                           | ライデンフィルム                                        |                                    |
| 2018年 | 色づく世界の明日から                                             | P.A.WORKS                                               | 音楽制作・エンディング主題歌のみ   |
| 2019年 | 同居人はひざ、時々、頭のうえ。                                   | ゼロジー                                                |                                    |
| 2019年 | この世の果てで恋を唄う少女YU-NO                                  | feel.                                                   |                                    |
| 2019年 | スタミュ（第3期）                                                | C-Station                                               |                                    |
| 2019年 | かつて神だった獣たちへ                                           | MAPPA                                                   |                                    |
| 2019年 | とある科学の一方通行                                             | J.C.STAFF                                               |                                    |
| 2019年 | ご注文はうさぎですか?? 〜Sing For You〜                          | production dóA                                          |                                    |
| 2019年 | 浦島坂田船の日常                                                 | GAINAX京都                                              |                                    |
| 2019年 | 劇場版 新幹線変形ロボ シンカリオン 未来からきた神速のALFA-X      | OLM                                                     | 映像ソフトのみ                     |
| 2020年 | とある科学の超電磁砲T                                            | J.C.STAFF                                               |                                    |
| 2020年 | 文豪とアルケミスト 〜審判ノ歯車〜                                | OLM TEAM KOJIMA                                         |                                    |
| 2020年 | アルテ                                                           | Seven Arcs                                              |                                    |
| 2020年 | Lapis Re:LiGHTs                                                  | 横浜アニメーションラボ                                  |                                    |
| 2020年 | やはり俺の青春ラブコメはまちがっている。完                       | feel.                                                   |                                    |
| 2020年 | キングスレイド 意志を継ぐものたち                                | OLM SUNRISE BEYOND                                      |                                    |
| 2020年 | ゴールデンカムイ（第三期）                                       | ジェノスタジオ                                          |                                    |
| 2020年 | アクダマドライブ                                                 | studioぴえろ                                            |                                    |
| 2020年 | ご注文はうさぎですか? BLOOM                                      | エンカレッジフィルムズ                                  |                                    |
| 2020年 | 禍つヴァールハイト -ZUERST-                                      | 横浜アニメーションラボ                                  |                                    |
| 2020年 | モンスターストライク THE MOVIE ルシファー 絶望の夜明け           | ANIMA Inc. DYNAMO Pictures                              | 映像ソフトのみ                     |
| 2021年 | たとえばラストダンジョン前の村の少年が序盤の街で暮らすような物語 | ライデンフィルム                                        |                                    |
| 2021年 | 新幹線変形ロボ シンカリオンZ                                     | OLM Team Abe                                            | 映像ソフト・エンディング主題歌のみ |
| 2021年 | カノジョも彼女                                                   | 手塚プロダクション                                      |                                    |
| 2021年 | 死神坊ちゃんと黒メイド                                           | J.C.STAFF                                               |                                    |
| 2021年 | がんばれ同期ちゃん                                               | AtelierPontdarc                                         |                                    |
| 2021年 | 月曜日のたわわ2                                                  | 横浜アニメーションラボ                                  |                                    |
| 2021年 | 薄桜鬼（OVA）                                                    | スタジオディーン                                        |                                    |
| 2022年 | 天才王子の赤字国家再生術                                         | 横浜アニメーションラボ                                  |                                    |
| 2022年 | 終末のハーレム                                                   | Studio五組 AXsiZ                                        |                                    |
| 2022年 | 失格紋の最強賢者                                                 | J.C.STAFF                                               |                                    |
| 2022年 | 魔法使い黎明期                                                   | 手塚プロダクション                                      |                                    |
| 2022年 | 可愛いだけじゃない式守さん                                       | 動画工房                                                |                                    |
| 2022年 | プリマドール                                                     | バイブリーアニメーションスタジオ                        |                                    |
| 2022年 | 農民関連のスキルばっか上げてたら何故か強くなった。               | studio A-CAT                                            |                                    |
| 2022年 | 悪役令嬢なのでラスボスを飼ってみました                           | MAHO FILM                                               |                                    |
| 2022年 | ゴールデンカムイ（第四期）                                       | ブレインズ・ベース                                      |                                    |
| 2022年 | 転生したら剣でした                                               | C2C                                                     |                                    |
| 2023年 | 天国大魔境                                                       | Production I.G                                          |                                    |
| 2023年 | Opus.COLORs                                                      | C-Station                                               |                                    |
| 2023年 | 六道の悪女たち                                                   | サテライト                                              |                                    |
| 2023年 | 死神坊ちゃんと黒メイド（第2期）                                  | J.C.STAFF                                               |                                    |
| 2023年 | 聖者無双〜サラリーマン、異世界で生き残るために歩む道〜           | 横浜アニメーションラボ クラウドハーツ                   |                                    |
| 2023年 | 聖剣学院の魔剣使い                                               | パッショーネ                                            |                                    |
| 2023年 | 冒険者になりたいと都に出て行った娘がSランクになってた            | 颱風グラフィックス                                      |                                    |
| 2023年 | カノジョも彼女 (Season 2)                                        | SynergySP                                               |                                    |
| 2023年 | ひきこまり吸血姫の悶々                                           | project No.9                                            |                                    |
| 2023年 | 川越ボーイズ・シング                                             | evg                                                     |                                    |
| 2023年 | 窓ぎわのトットちゃん                                             | シンエイ動画                                            |                                    |
| 2024年 | ゆびさきと恋々                                                   | 亜細亜堂                                                |                                    |
| 2024年 | 魔女と野獣                                                       | 横浜アニメーションラボ                                  |                                    |
| 2024年 | ささやくように恋を唄う                                           | 横浜アニメーションラボ クラウドハーツ                   |                                    |
| 2024年 | 死神坊ちゃんと黒メイド（第3期）                                  | J.C.STAFF                                               |                                    |
| 2024年 | 夜桜さんちの大作戦                                               | SILVER LINK.                                            |                                    |
| 2024年 | 小市民シリーズ                                                   | ラパントラック                                          |                                    |
| 2024年 | 合コンに行ったら女がいなかった話                                 | 葦プロダクション                                        |                                    |
| 2024年 | パーティーから追放されたその治癒師、実は最強につき               | スタジオエル                                            |                                    |
| 2025年 | 片田舎のおっさん、剣聖になる                                     | パッショーネ ハヤブサフィルム                           |                                    |

## ウェブラジオ
- GENEON&キャララジオ Presents のら犬兄弟のギョーカイ時事放談!